# Distrito de San Pablo (San Pablo)
El Distrito de San Pablo es uno de los cuatro que conforman la Provincia de San Pablo, ubicada en el Departamento de Cajamarca, bajo la administración del Gobierno regional de Cajamarca, en el norte del Perú.
Desde el punto de vista jerárquico de la Iglesia católica forma parte de la Diócesis de Cajamarca, sufragánea de la Arquidiócesis de Trujillo.

## Historia
El distrito fue creado mediante Ley del 21 de abril de 1950, en el gobierno del Presidente Manuel A. Odría.
En marzo de 1924, debido a la creciente ola de bandolerismo en la zona, el alcalde de San Pablo, Aparicio Moncada, y demás vecinos (entre los que figuran Andrés Bazán, Carlos Bazán, Arturo Cubas y Alejandro Vargas) solicitan el nombramiento de un Gobernador Militar para San Pablo.
“En atención a que, con tal estado de cosas, ninguna institución ni compañía, como la Municipalidad y la Compañía Recaudadora de Impuestos, por ejemplo pueden hacer valer sus derechos, con gran perjuicio no solo de particulares sino aún del Fisco mismo;
	Pedimos al Sr. Prefecto, a fin de que, por todo lo ya expuesto, se digne prestar oídos al verdadero clamor de un pueblo que implora sus auxilios; y que elevando en consulta al Ministerio Respectivo gestione el nombramiento de un Gobernador Militar. Único medio de librar, por lo pronto, de que toda una masa social, digna tal véz de mejor suerte, vaya hacia el abismo.” (Archivo General de la Nación, Lima)

## Geografía
Tiene una superficie de 197,93km².
- Ríos:
- Lagos:

## Capital
Tiene como capital al pueblo de San Pablo. Se encuentra ubicada a una altura 2 365 m s. n. m.

## Atractivos turísticos
Museo Kuntur Wasi: El museo exhibe bienes culturales procedentes de las investigaciones arqueológicas en el sitio de Kuntur Wasi como: cerámicas, piezas metálicas, líticas y óseas. Asimismo, presenta planos y fotografías de los trabajos de investigación realizados por la Universidad de Tokio en dicho lugar. Martes a domingos de 9 a. m. a 5 p. m. Av del Museo s/n, Centro poblado de Kuntur Wasi.

## Festividades
- 24 de junio: San Juan Bautista (Santo Patrón de la ciudad).

## Autoridades

### Municipales
- 2011 - 2014[2]
  - Alcalde: Manuel Jesús Castrejón Terán, de la Alianza Cajamarca Siempre Verde - Fuerza 2011 (ACSV - K).
  - Regidores: Santos Hermenegildo Herrera Correa (ACSV - K), Absalón Casquin Valdez (ACSV - K), Gladys Marleny Tello Correa (ACSV - K), César Daniel Pérez Alvites (ACSV - K), Eleodoro Praxedes Roncales Villalobos (Frente Regional de Cajamarca).[3]

### Policiales
- Comisario:  PNP.

### Religiosas
- Diócesis de Cajamarca[4]
  - Obispo: Mons. José Carmelo Martínez Lázaro, OAR.

## Educación
- Instituto Superior Tecnológico “13 de Julio”